# L'impero della passione
L'impero della passione (愛の亡霊?, Ai no bōrei) è un film del 1978 diretto da Nagisa Ōshima, vincitore del premio per la miglior regia al 31º Festival di Cannes.

## Trama
Il film è un raffinato e poetico incrocio tra un racconto erotico e di fantasmi, in cui si narra la passione micidiale che scoppia tra Toyoji e Seki. Lui un giovane ex-militare e lei una donna più matura sposata e con due figli, in un piccolo e tranquillo villaggio di montagna del Giappone del 1895.
La relazione clandestina tra i due diventa così travolgente che la coppia decide di uccidere il marito di lei, Gisaburo, un uomo mite e senza ambizioni che ogni giorno si alza all'alba per trasportare il suo carretto passando molto tempo fuori casa.
Dopo averlo addormentato col sakè e poi strangolato nel sonno ne nascondono il cadavere in un pozzo nella foresta, il tutto per evitare le indagini adducendo che l'uomo sia partito per lavorare nella Capitale.
È l'inizio di un incubo senza fine: lo spirito di Gisaburo li tormenta con le sue mille apparizioni fino alla scoperta del crimine da parte delle guardie e la drammatica scena finale in cui i due amanti vengono condannati alla pena di morte.

## Riconoscimenti
- 1978 - Festival di Cannes
  - Miglior regista